# سیم‌سیتی سوسایتیز
سیم‌سیتی سوسایتیز (به انگلیسی: SimCity Societies) یک بازی ویدئویی منتشر شده توسط شرکت الکترونیک آرتز است. این بازی در تاریخ ۱۳ نوامبر ۲۰۰۷ عرضه شده و سازنده آن تیلتد میل اینترتینمنت است.